# حجر (اسم)
حجر هو اسم علم مذكر من أصل عربي، ومعناه هو الحرام الحضن العقل؛ سمي بذلك لأنه يحجر الإنسان أي يمنعه.

## شخصيات تحمل الاسم
- حجر أبو عبد الله
- حجر أحمد حجر (1943 – )
- حجر الشر
- حجر العدوي
- حجر بن الحارث
- حجر بن العنبس
- حجر بن النعمان
- حجر بن ربيعة
- حجر بن عدي ( – 660)

## وصلات خارجية
- موسوعة السلطان قابوس لأسماء العرب نسخة محفوظة 5 أبريل 2019 على موقع واي باك مشين.